# Trường Đại học Sư phạm, Đại học Đà Nẵng
Trường Đại học Sư phạm - Đại học Đà Nẵng (tiếng Anh: University of Science and Education, the University of Da Nang – UDN-UEd) là trường thành viên Đại học Đà Nẵng, chuyên đào tạo các chuyên ngành sư phạm và cử nhân khoa học, được xếp vào nhóm các trường Đại học Sư phạm trọng điểm quốc gia Việt Nam. Trường đồng thời là trung tâm nghiên cứu khoa học giáo dục và triển khai công nghệ phục vụ yêu cầu phát triển kinh tế - xã hội các tỉnh, thành phố miền Trung - Tây Nguyên.

## Lịch sử
- Tháng 12 năm 1975, để xây dựng một nền giáo dục mới trên địa bàn Quảng Nam-Đà Nẵng, UBND tỉnh đã quyết định thành lập Trường Trung học Sư phạm Quảng Nam Đà Nẵng
- Ngày 03 tháng 11 năm 1976, Cơ sở Cao đẳng Sư phạm Quảng Nam - Đà Nẵng trực thuộc trường Đại học Sư phạm Quy Nhơn được thành lập.
- Ngày 27 tháng 2 năm 1978, Trường Cao đẳng Sư phạm Quảng Nam - Đà Nẵng tách khỏi Đại học Sư phạm Quy Nhơn trở thành đơn vị độc lập trực thuộc Bộ Giáo dục và Đào tạo.
- Tháng 09 năm 1990, Trường Trung học Sư phạm Quảng Nam - Đà Nẵng (lúc này đã bao gồm Trường Sư phạm Mẫu giáo Quảng Nam Đà Nẵng sáp nhập vào tháng 08 năm 1985, Trường Nuôi dạy trẻ Quảng Nam Đà Nẵng sáp nhập tháng 10 năm 1987 và Trường Bồi dưỡng cán bộ quản lý và Nghiệp vụ giáo dục Quảng Nam Đà Nẵng sáp nhập tháng 07 năm 1988) được UBND tỉnh Quảng Nam Đà Nẵng ra quyết định sáp nhập vào Trường Cao đẳng Sư phạm Quảng Nam Đà Nẵng.
- Ngày 04 tháng 04 năm 1994, Trường Đại học Sư phạm trực thuộc Đại học Đà Nẵng được thành lập theo Nghị định 32/CP của Chính phủ trên cơ sở tổ chức và sắp xếp lại các đơn vị: Trường Cao đẳng Sư phạm Quảng Nam - Đà Nẵng, cơ sở Đại học Sư phạm Ngoại ngữ Đà Nẵng, bộ môn cơ bản của trường Đại học Bách khoa Đà Nẵng, bộ môn văn hóa của Trường Công nhân kỹ thuật Nguyễn Văn Trỗi.
- Ngày 26 tháng 8 năm 2002, Trường Đại học Ngoại ngữ trực thuộc Đại học Đà Nẵng được thành lập theo theo quyết định số 709/QĐ-TTg của Thủ tướng chính phủ trên cơ sở tách và tổ chức lại 5 khoa ngoại ngữ của Trường Đại học Sư phạm.

## Chất lượng đào tạo

### Cơ sở vật chất
Cơ sở vật chất phục vụ công tác giảng dạy, học tập và nghiên cứu khoa học của cán bộ và sinh viên nhà trường ngày càng khang trang, hiện đại. Bao gồm một hệ thống các giảng đường, phòng học với hàng trăm phòng khác nhau với tổng diện tích 10.000 m², 9 phòng multimedia với 700 máy vi tính (laptop) nối mạng, 1 phòng máy chủ, 3 phòng sản xuất giáo trình điện tử. Hệ thống 39 phòng thí nghiệm Lý, Hoá, Sinh, Địa...phòng thực hành Âm nhạc với nhiều thiết bị hiện đại. Hội trường lớn có sức chứa trên 600 chỗ. Thư viện tổng hợp với hàng vạn bản sách. Tất cả các phòng, khoa, đơn vị trực thuộc đều được kết nối mạng cáp quang nội bộ Đại học Đà Nẵng và trong khuôn viên nhà trường có thể kết nối mạng Internet không dây.

### Đội ngũ giảng viên
Trường Đại học Sư phạm hiện có 267 giảng viên, trong đó có 14 phó giáo sư, 125 tiến sĩ, 142 thạc sĩ.

## Lãnh đạo Nhà trường

### Đảng ủy
| TT | Họ và tên           | Chức vụ / Đơn vị                                              |
| 1  | Nguyễn Thị Trâm Anh | Bí thư Đảng ủy, Phó Chủ tịch Hội đồng trường                  |
| 2  | Võ Văn Minh         | Đảng ủy viên Đại học Đà Nẵng, Phó Bí thư Đảng ủy, Hiệu trưởng |
| 3  | Nguyễn Văn Hiếu     | Đảng ủy viên, Phó Hiệu trưởng                                 |
| 4  | Phan Đức Tuấn       | Đảng ủy viên, Phó Hiệu trưởng                                 |
| 5  | Đinh Thị Mỹ Hạnh    | Đảng ủy viên, Phó Hiệu trưởng                                 |
| 6  | Nguyễn Văn Đông     | Đảng ủy viên, Trưởng phòng Tổ chức                            |
| 7  | Nguyễn Duy Phương   | Đảng ủy viên, Trưởng Khoa Sử - Địa - Chính trị                |

### Hội đồng trường
| TT | Họ và tên            | Chức vụ / Đơn vị                                                                     | Nhiệm vụ                           |
| 1  | Nguyễn Thị Trâm Anh  | Bí thư Đảng ủy                                                                       | Phó Chủ tịch Hội đồng trường       |
| 2  | Hồ Trần Ngọc Oanh    | Trưởng ban Phát triển Trường Trung học Sư phạm                                       | Thư ký Hội đồng trường             |
| 3  | Võ Văn Minh          | Hiệu trưởng                                                                          | Thành viên đương nhiên             |
| 4  | Huỳnh Bọng           | Chủ tịch Công đoàn                                                                   | Thành viên đương nhiên             |
| 5  | Phạm Minh Thư        | Ủy viên Ban Thường vụ Đoàn trường Sinh viên Lớp 23CBC1 (Khoa Ngữ văn - Truyền thông) | Thành viên đương nhiên             |
| 6  | Trần Xuân Bách       | Giảng viên, Khoa Tâm lý - GD - CTXH                                                  | Đại diện viên chức, người lao động |
| 7  | Phan Đức Tuấn        | Phó Hiệu trưởng                                                                      | Đại diện viên chức, người lao động |
| 8  | Nguyễn Văn Hiếu      | Phó Hiệu trưởng                                                                      | Đại diện viên chức, người lao động |
| 9  | Nguyễn Duy Phương    | Trưởng khoa Sử - Địa - Chính trị                                                     | Đại diện viên chức, người lao động |
| 10 | Nguyễn Thanh Tưởng   | Phó Trưởng khoa Sử - Địa - Chính trị                                                 | Đại diện Giảng viên                |
| 11 | Lưu Trang            | Giảng viên, Khoa Sử - Địa - Chính trị                                                | Đại diện Giảng viên                |
| 12 | Võ Công Chánh        | Trưởng Ban Nội chính Thành ủy Đà Nẵng                                                | Thành viên ngoài trường            |
| 13 | Trương Thị Hồng Hạnh | Giám đốc Sở Văn hóa, Thể thao và Du lịch Đà Nẵng                                     | Thành viên ngoài trường            |
| 14 | Vũ Thị Bích Hậu      | Phó Giám đốc Sở Nông nghiệp và Môi trường Đà Nẵng                                    | Thành viên ngoài trường            |
| 15 | Lê Quang Sơn         | Phó Giám đốc Đại học Đà Nẵng                                                         | Thành viên ngoài trường            |
| 16 | Lê Thị Bích Thuận    | Giám đốc Sở Giáo dục và Đào tạo Đà Nẵng                                              | Thành viên ngoài trường            |
| 17 | Trần Quốc Tuấn       | Tổng Thư ký Liên hiệp các Hội Khoa học và Kỹ thuật Đà Nẵng                           | Thành viên ngoài trường            |

### Ban Giám hiệu
| TT | Chức vụ         | Cá nhân                | Ghi chú                                                                     |
| -- | --------------- | ---------------------- | --------------------------------------------------------------------------- |
| 1  | Hiệu trưởng     | PGS.TS Võ Văn Minh     | Phó Bí thư Đảng ủy, Nguyên Chủ tịch Hội Đồng trường                         |
| 2  | Phó Hiệu trưởng | PGS.TS Nguyễn Văn Hiếu | Đảng ủy viên, Nguyên Trưởng Khoa Vật lí                                     |
| 3  | Phó Hiệu trưởng | TS Đinh Thị Mỹ Hạnh    | Đảng ủy viên, Nguyên Trưởng Ban Công tác Học sinh sinh viên Đại học Đà Nẵng |
| 4  | Phó Hiệu trưởng | TS Phan Đức Tuấn       | Đảng ủy viên, Nguyên Trưởng phòng Đào tạo                                   |

## Hiệu trưởng qua các thời kỳ
| TT | Họ tên                         | Thời gian   | Thời gian tại nhiệm | Khoa Chuyên ngành               | Ghi chú |
| -- | ------------------------------ | ----------- | ------------------- | ------------------------------- | ------- |
| 1  | TS. Nguyễn Khắc Sính           | 1994 - 1999 | 5 năm               | Ngữ văn - Truyền thông          |         |
| 2  | PGS. TS Lê Văn Sơn             | 1999 - 2009 | 10 năm              | Toán - Tin                      | Đã mất  |
| 3  | PGS. TS Nguyễn Bảo Hoàng Thanh | 2009 - 2017 | 8 năm               | Lý - Hóa                        |         |
| 4  | PGS. TS Lưu Trang              | 2017 - 2024 | 7 năm               | Sử - Địa - Chính trị            |         |
| 5  | PGS. TS Võ Văn Minh            | 2024 - nay  | Chưa xác định       | Sinh - Nông nghiệp - Môi trường |         |

## Tổ chức

### Phòng chức năng
| Tên phòng                                              | Trưởng phòng            | Chức năng nhiệm vụ |
| ------------------------------------------------------ | ----------------------- | --- |
| Phòng Tổ chức                                          | TS. Nguyên Văn Đông     | I. CHỨC NĂNG Tham mưu và giúp Hiệu trưởng thực hiện các mảng công tác: quản trị nguồn nhân lực; thanh tra - pháp chế; phục vụ Hội đồng trường, công tác Đảng và các đoàn thể. II. NHIỆM VỤ 1. Công tác tổ chức - nhân sự: Xây dựng và thực hiện đề án vị trí việc làm; sắp xếp, thành lập các đơn vị; thực hiện công tác bảo vệ chính trị nội bộ; luân chuyển, tiếp nhận, tuyển dụng, bổ nhiệm, quy hoạch; thực hiện các chế độ, chính sách, đào tạo, bồi dưỡng, đánh giá, khen thưởng, kỉ luật và tổ chức các hoạt động phục vụ cộng đồng của viên chức và người lao động trong Nhà trường. 2. Công tác thanh tra; kiểm tra; tiếp công dân, giải quyết đơn thư khiếu nại, tố cáo, kiến nghị phản ánh và phòng, chống tham nhũng tiêu cực: thực hiện kiểm tra, giám sát việc thực hiện pháp luật, nội quy, quy định của Nhà trường và các đơn vị có liên quan; kiểm tra, giám sát tính pháp lý các văn bản do Nhà trường ban hành; tuyên truyền, phổ biến, giáo dục pháp luật; bảo đảm an ninh và an toàn trong phạm vi Nhà trường. 3. Phục vụ Hội đồng trường, điều hành cán bộ phụ trách các văn phòng Đảng uỷ và các đoàn thể, phụ trách công tác thăm hỏi, hiếu hỉ của Nhà trường. 4. Thực hiện các nhiệm vụ khác do Hiệu trưởng phân công. |
| Phòng Hành chính                                       | ThS. Nguyễn Vinh San    | I. CHỨC NĂNG Tham mưu và giúp Hiệu trưởng thực hiện các mảng công tác: công tác văn phòng; lễ tân - khánh tiết, truyền thông; cảnh quan môi trường. II. NHIỆM VỤ 1. Công tác văn phòng: Kế hoạch; văn thư - lưu trữ; thống kê, tổng hợp; báo cáo; quản lý phôi, chứng chỉ, chứng nhận; chuyển đổi số; truyền thông. 2. Lễ tân - Khánh tiết, đón tiếp khách trong nước, phục vụ giảng đường, phòng nước, cảnh quan và vệ sinh môi trường. 3. Thực hiện các nhiệm vụ khác do Hiệu trưởng phân công. |
| Phòng Đào tạo                                          | TS. Trần Đức Mạnh       | I. CHỨC NĂNG Tham mưu và giúp Hiệu trưởng thực hiện quản lý các hoạt động đào tạo trong toàn Trường, ngoại trừ việc quản lý đào tạo tiếng Việt cho người nước ngoài II. NHIỆM VỤ 1. Tổ chức và quản lý đào tạo trình độ đại học và sau đại học. 2. Tuyển sinh và hợp tác liên kết; phát triển và tổ chức, quản lý đào tạo ngắn hạn đối với người học trong nước. 3. Phát triển chương trình đào tạo và quản lý cấp phát văn bằng, chứng chỉ của Trường. 4. Thực hiện các nhiệm vụ khác do Hiệu trưởng phân công. |
| Phòng Quản lý người học - Thư viện                     | TS. Trương Trung Phương | I. CHỨC NĂNG Tham mưu và giúp Hiệu trưởng thực hiện công tác giáo dục chính trị, tư tưởng; quản lý các hoạt động liên quan đến người học; quản lý y tế; kết nối cựu người học, cựu giáo chức và phụ trách "UED Museum". II. NHIỆM VỤ 1. Tổ chức và quản lý các hoạt động liên quan đến giáo dục chính trị, tư tưởng cho người học; kết nối mạng lưới cựu người học; cựu giáo chức; phát triển "UED Museum". 2. Tổ chức và quản lý các hoạt động liên quan đến người học. 3. Quản lý công tác y tế; vệ sinh an toàn thực phẩm, phòng chống dịch bệnh. 4. Thực hiện các nhiệm vụ khác do Hiệu trưởng phân công. |
| Phòng Khoa học - Công nghệ thông tin - Hợp tác quốc tế | PGS.TS Nguyễn Minh Lý   | I. CHỨC NĂNG Tham mưu và giúp Hiệu trưởng thực hiện quản lý hoạt động khoa học, công nghệ; quản lý tạp chí và ấn phẩm khoa học; quản lý hoạt động hợp tác với các đối tác ngoài nước; quản lý đào tạo tiếng Việt cho người nước ngoài. II. NHIỆM VỤ 1. Tổ chức thực hiện và quản lý hoạt động khoa học, công nghệ; quản lý tạp chí và ấn phẩm khoa học 2. Quản lý các hoạt động hợp tác quốc tế; dịch thuật; truyền thông quốc tế. 3. Tổ chức và quản lý đào tạo tiếng Việt cho người nước ngoài 4. Thực hiện các nhiệm vụ khác do Hiệu trưởng phân công. |
| Phòng Khảo thí - Đảm bảo chất lượng                    | ThS. Trương Văn Thanh   | I. CHỨC NĂNG Tham mưu và giúp Hiệu trưởng thực hiện công tác khảo thí và bảo đảm chất lượng giáo dục. II. NHIỆM VỤ 1. Tổ chức và quản lý các hoạt động khảo thí. 2. Tổ chức và quản lý các hoạt động bảo đảm chất lượng giáo dục. 3. Thực hiện nhiệm vụ khác do Hiệu trưởng phân công. |
| Phòng Cơ sở vật chất                                   | ThS. Trần Đoàn Vũ       | I. CHỨC NĂNG Tham mưu và giúp Hiệu trưởng thực hiện công tác quản lý đầu tư, phát triển cơ sở vật chất, quản lý tài sản. II. NHIỆM VỤ 1. Tổ chức và quản lý các dự án đầu tư phát triển cơ sở vật chất. 2. Quản lý tài sản; quản trị cơ sở vật chất, phần cứng hạ tầng Công nghệ thông tin. 3. Phòng cháy, chữa cháy; phòng chống thiên tai và bảo hộ an toàn lao động. 4. Quản lý các dịch vụ liên quan đến tài sản công, mua sắm trang thiết bị. 5. Thực hiện các nhiệm vụ khác do Hiệu trưởng phân công. |
| Phòng Kế hoạch - Tài chính                             | ThS. Nguyễn Văn Khánh   | I. CHỨC NĂNG Tham mưu và giúp Hiệu trưởng thực hiện công tác kế hoạch, quản lý và sử dụng nguồn tài chính. II. NHIỆM VỤ 1. Tổ chức và quản lý công tác xây dựng kế hoạch tài chính. 2. Quản lý hiệu quả nguồn tài chính phục vụ vận hành và phát triển Nhà trường. 3. Thực hiện các nhiệm vụ khác do Hiệu trưởng phân công. |

### Khoa chuyên ngành
| Tên Khoa                                 | Chủ nhiệm Khoa            | Phó Trưởng Khoa           |
| ---------------------------------------- | ------------------------- | ------------------------- |
| Khoa Toán - Tin                          | PGS. TS. Phạm Quý Mười    |                           |
| Khoa Lý - Hoá                            | TS Nguyễn Quý Tuấn        | TS. Đinh Văn Tạc          |
| Khoa Sinh - Nông nghiệp - Môi trường     | PGS.TS Trịnh Đăng Mậu     | ThS. Nguyễn Thị Bích Hằng |
| Khoa Ngữ văn - Truyền thông              | TS. Hồ Trần Ngọc Oanh     | TS. Đàm Nghĩa Hiếu        |
| Khoa Sử - Địa - Chính trị                | TS. Nguyễn Duy Phương     | TS. Nguyễn Thanh Tưởng    |
| Khoa Tâm lý - Giáo dục - Công tác xã hội | PGS.TS. Lê Mỹ Dung        | PGS.TS Hoàng Thế Hải      |
| Khoa Giáo dục Tiểu học - Mầm non         | TS. Võ Thị Bảy            | ThS.Nguyễn Thị Kim Cúc    |
| Khoa Giáo dục Nghệ thuật và Thể chất     | TS. Trương Quang Minh Đức | ThS. Nguyễn Thị Lệ Quyên  |

### Tổ chức Đảng, Đoàn thể
| Tên tổ chức Đoàn thể | Tên lãnh đạo               | Chức vụ                       |
| -------------------- | -------------------------- | ----------------------------- |
| Đảng bộ              | PGS.TS Nguyễn Thị Trâm Anh | Bí thư Đảng ủy                |
| Công Đoàn            | ThS. Huỳnh Bọng            | Chủ tịch Công Đoàn            |
| Hội Cựu chiến binh   | TS. Bùi Việt Phú           | Chủ tịch Hội Cựu chiến binh   |
| Đoàn Thanh niên      | TS. Nguyễn Hoàng Tịnh Uyên | Bí thư Đoàn trường            |
| Hội Sinh viên        | ThS. Tăng Chánh Tín        | Chủ tịch Hội Sinh viên trường |

### Các trung tâm trực thuộc
| Tên Trung tâm                                      | Tên Giám đốc              |
| -------------------------------------------------- | ------------------------- |
| Trung tâm Nghiên cứu phát triển chương trình       | TS. Lê Thanh Huy          |
| Trung tâm Tiếng Việt và Văn hóa Việt               | TS. Nguyễn Hoàng Thân     |
| Trung tâm Hỗ trợ sinh viên và Quan hệ doanh nghiệp | ThS. Nguyễn Viết Hải Hiệp |
| Trung tâm Tin học                                  | TS. Trịnh Thế Anh         |

## Hệ thống đào tạo

### Trình độ Đại học
| TT | Tên ngành | Tên viết tắt                   | Khoa chuyên ngành                    |
| I  | KHỐI SƯ PHẠM (18 NGÀNH)                                                                                          | KHỐI SƯ PHẠM (18 NGÀNH)        | KHỐI SƯ PHẠM (18 NGÀNH)              |
| 1  | Sư phạm Toán học                                                                                                 | ST                             | Khoa Toán - Tin                      |
| 2  | Sư phạm Tin học                                                                                                  | SPT                            | Khoa Toán - Tin                      |
| 3  | Sư phạm Vật lý                                                                                                   | SVL                            | Khoa Lý - Hóa                        |
| 4  | Sư phạm Hoá học                                                                                                  | SHH                            | Khoa Lý - Hóa                        |
| 5  | Sư phạm Khoa học tự nhiên                                                                                        | SKT                            | Khoa Lý - Hóa                        |
| 6  | Sư phạm Sinh học                                                                                                 | SS                             | Khoa Sinh - Nông nghiệp - Môi trường |
| 7  | Sư phạm Ngữ văn                                                                                                  | SNV                            | Khoa Ngữ văn - Truyền thông          |
| 8  | Sư phạm Lịch sử                                                                                                  | SLS                            | Khoa Sử - Địa - Chính trị            |
| 9  | Sư phạm Lịch sử - Địa lý                                                                                         | SLD                            | Khoa Sử - Địa - Chính trị            |
| 10 | Sư phạm Địa lý                                                                                                   | SDL                            | Khoa Sử - Địa - Chính trị            |
| 11 | Giáo dục Chính trị                                                                                               | SGC                            | Khoa Sử - Địa - Chính trị            |
| 12 | Giáo dục Công dân                                                                                                | SCD                            | Khoa Sử - Địa - Chính trị            |
| 13 | Giáo dục Pháp luật                                                                                               | SPL                            | Khoa Sử - Địa - Chính trị            |
| 14 | Sư phạm Tin học - Công nghệ (Tiểu học)                                                                           | STC                            | Khoa Giáo dục Tiểu học               |
| 15 | Sư phạm Âm nhạc                                                                                                  | SAN                            | Khoa Giáo dục Nghệ thuật và Thể chất |
| 16 | Sư phạm Mỹ thuật                                                                                                 | SMT                            | Khoa Giáo dục Nghệ thuật và Thể chất |
| 17 | Giáo dục Thể chất                                                                                                | SGT                            | Khoa Giáo dục Nghệ thuật và Thể chất |
| 18 | Giáo dục Tiểu học                                                                                                | STH                            | Khoa Giáo dục Tiểu học - Mầm non     |
| 19 | Giáo dục Mầm non                                                                                                 | SMN                            | Khoa Giáo dục Tiểu học - Mầm non     |
| II | KHỐI CỬ NHÂN (16 CHUYÊN NGÀNH)                                                                                   | KHỐI CỬ NHÂN (16 CHUYÊN NGÀNH) | KHỐI CỬ NHÂN (16 CHUYÊN NGÀNH)       |
| 20 | Khoa học Dữ liệu                                                                                                 | CKD                            | Khoa Toán - Tin                      |
| 21 | Cử nhân Công nghệ Thông tin                                                                                      | CNTT                           | Khoa Toán - Tin                      |
| 22 | Cử nhân Vật lý kỹ thuật (chuyên ngành Thiết kế vi mạch, Kỹ thuật hạt nhân và năng lượng tái tạo)                 | CVK                            | Khoa Lý - Hóa                        |
| 23 | Cử nhân Hóa học (chuyên ngành Phân tích - Môi trường)                                                            | CHP                            | Khoa Lý - Hóa                        |
| 24 | Cử nhân Hoá học (chuyên ngành Hóa Dược)                                                                          | CHD                            | Khoa Lý - Hóa                        |
| 25 | Cử nhân Công nghệ Sinh học (chuyên ngành Ứng dụng Công nghệ Sinh học trong Nông nghiệp - Dược liệu - Môi trường) | CNSH                           | Khoa Sinh – Nông nghiệp - Môi trường |
| 26 | Cử nhân Quản lý Tài nguyên - Môi trường                                                                          | CTM                            | Khoa Sinh – Nông nghiệp - Môi trường |
| 27 | Cử nhân Văn học                                                                                                  | CVH                            | Khoa Ngữ văn - Truyền thông          |
| 28 | Cử nhân Văn hóa học (chuyên ngành Quản lý văn hóa)                                                               | CVHH                           | Khoa Ngữ văn - Truyền thông          |
| 29 | Cử nhân Báo chí                                                                                                  | CBC                            | Khoa Ngữ văn - Truyền thông          |
| 30 | Cử nhân Quan hệ công chúng                                                                                       | CQC                            | Khoa Ngữ văn - Truyền thông          |
| 31 | Cử nhân Lịch sử (chuyên ngành Quan hệ quốc tế)                                                                   | CLS                            | Khoa Sử - Địa - Chính trị            |
| 32 | Cử nhân Việt Nam học (chuyên ngành Văn hóa - Du lịch)                                                            | CVNH                           | Khoa Sử - Địa - Chính trị            |
| 33 | Cử nhân Địa lý học (chuyên ngành Địa lý Du lịch)                                                                 | CDDL                           | Khoa Sử - Địa - Chính trị            |
| 34 | Cử nhân Tâm lý học                                                                                               | CTL                            | Khoa Tâm lý – Giáo dục               |
| 35 | Cử nhân Công tác Xã hội                                                                                          | CTXH                           | Khoa Tâm lý – Giáo dục               |

Thạc sĩ - đào tạo 17 chuyên ngành:
1. Hóa lý
2. Phương pháp toán sơ cấp
3. Đại số và lí thuyết số
4. Toán giải tích
5. Hóa hữu cơ
6. Hệ thống thông tin
7. Lý luận và phương pháp dạy học bộ môn (Toán học, Tin học, Vật lý, Sinh học, Ngữ văn, Địa lý)
8. Quản lí giáo dục
9. Sinh thái học
10. Văn học Việt Nam
11. Ngôn ngữ học
12. Lịch sử Việt Nam
13. Việt Nam học
14. Tâm lý học
15. Sinh học thực nghiệm
16. Giáo dục học (Giáo dục học, Tiểu học, Mầm non)
17. Quản lý tài nguyên và môi trường

Tiến sĩ - đào tạo 10 chuyên ngành:
1. Hoá Hữu cơ
2. Ngôn ngữ học
3. Văn học Việt Nam
4. Quản lý giáo dục
5. Lý luận và phương pháp dạy học bộ môn Vật lý
6. Hệ thống thông tin
7. Đại số và lý thuyết số
8. Lịch sử Việt Nam
9. Sinh học
10. Toán học

## Hợp tác đào tạo
Hiện trường có quan hệ hợp tác đào tạo với nhiều trường Đại học, viện nghiên cứu khác trong nước. Ngoài ra, trường còn liên kết với các trung tâm giáo dục thường xuyên và các trường cao đẳng trong cả nước, bồi dưỡng, nâng chuẩn giáo viên các cấp từ mầm non đến trung học phổ thông, đào tạo các ngành cử nhân khoa học, trung cấp tin học... (trong danh mục hệ chính quy của trường). Đào tạo và cấp chứng chỉ nghiệp vụ sư phạm cho sinh viên tốt nghiệp cử nhân khoa học có nguyện vọng làm giáo viên và chứng chỉ nghiệp vụ sư phạm bậc 1, bậc 2 cho giáo viên các trường trung học chuyên nghiệp.
Trong khuôn khổ hợp tác quốc tế của Đại học Đà Nẵng, trường có quan hệ hợp tác với các trường Đại học, viện nghiên cứu thuộc các nước Đông Âu, Nga và các nước SNG, Pháp, Bỉ, Hà Lan, Canada, Úc, Ấn Độ và các nước thuộc khối ASEAN. Qua 4 năm thực hiện liên kết đào tạo quốc tế, nhà trường đã tiếp nhận đào tạo cho trên 500 lưu học sinh thuộc các quốc gia như Trung Quốc, Nhật Bản, Hàn Quốc, CHDCND Lào... Hiện tại, đang có trên 150 lưu học sinh nhiều nước đang theo học tiếng Việt và các chuyên ngành tại Trường Đại học Sư phạm - ĐH Đà Nẵng.

## Thành tích đào tạo
- Qua gần 50 năm xây dựng, phát triển và 30 năm hội nhập Đại học Đà Nẵng, Trường Đại học Sư phạm - ĐH Đà Nẵng đã đào tạo được hàng ngàn thạc sĩ và tiến sĩ, hơn 15.000 cử nhân sư phạm và cử nhân khoa học, hơn 14.000 cử nhân cao đẳng sư phạm, 17.500 trung cấp sư phạm tiểu học và mầm non. Chuẩn hoá gần 18.000 giáo viên các cấp, đào tạo gần 5.000 cán bộ quản lý giáo dục.
- Trường Đại học Sư phạm - ĐH Đà Nẵng đã được Chủ tịch Nước tặng thưởng Huân chương Lao động hạng Ba (1985), Huân chương Lao động hạng Nhì (2002), Huân chương Lao động hạng Nhất (2015), Huân chương Lao động hạng Ba của Chủ tịch nước Cộng hòa Dân chủ Nhân dân Lào (2021) cùng nhiều Cờ, Bằng khen khác của Thủ tướng Chính phủ, Bộ Giáo dục & Đào tạo và Ủy ban nhân dân thành phố Đà Nẵng.
- Trường là cơ sở giáo dục Đại học đầu tiên của Việt Nam được kiểm định và công nhận đạt chất lượng bởi một tổ chức kiểm định độc lập.